# Tysslinge
Tysslinge is een plaats in de gemeente Örebro in het landschap Närke en de provincie Örebro län in Zweden. De plaats heeft 76 inwoners (2005) en een oppervlakte van 20 hectare. De plaats ligt iets ten westen van de stad Örebro, vlak bij het meer Tysslingen. De directe omgeving van de plaats bestaat uit landbouwgrond, deze landbouwgrond wordt omsloten door bossen.

## Verkeer en vervoer
De plaats had vroeger een station aan de opgeheven spoorlijn Örebro - Svartå.